# Déli újlatin nyelvek
A déli újlatin nyelvek az →újlatin nyelvek önálló csoportja az Ethnologue besorolása szerint, amelybe a →szárd nyelvváltozatok, valamint a →korzikai nyelvváltozat tartozik. A hagyományos nyelvészeti–nyelvtörténeti felosztás szerint azonban a korzikai az →olasz nyelv elkülönült változata, míg a szárd a nyelvtani–hangtani jellemzői alapján a nyugati újlatin nyelvekhez sorolható.

## Főbb közös jellemzőik
Átmenetet képeznek az olasz nyelv, illetve a dél-itáliai dialektusok (szicíliai, nápolyi–calabriai stb.) és a szűkebb értelemben vett nyugati újlatin nyelvek között; a szárd hangrendszer ezen kívül az iberoromán nyelvekkel mutat egyezéseket.
- A hangsúlytalan latin e és o magánhangzók i és u hangokká váltak a logudorói szárd nyelvjárás kivételével, amely viszont megőrizte az eredeti latin rövid i és u hangokat.
- Jellemző a latin hosszú -ll-ből kialakult ún. kakuminális (a szájpadlás felé visszahajló nyelvheggyel képzett) -dd- mássalhangzó – IPA: [ɖɖ].